# Adda (dokumentarfilm)
Adda er en dansk dokumentarfilm fra 2017 instrueret af Apperaat.

## Medvirkende
- Adda Lykkeboe